# Tea (ime)
Tea je žensko grčko ime.

## Pozadina i značenje
Tea znači božica (od grč. ϑεός: bog, odn. ϑεά: božica).

## Imendan
- 19. prosinca

## Varijacije
- engleski: Téa
- njemački: Thea

## Poznati nositelji imena
- Thea Gill (* 1970), kanadska glumica
- Tea Palić (* 1991),  hrvatska skijašica
- Tea Pijević (* 1991),  hrvatska rukometašica